# ورل
شهر ورل (به آلمانی: Werl) در ایالت نوردراین-وستفالن در کشور آلمان واقع شده‌است.